# Gruta dos Balcões

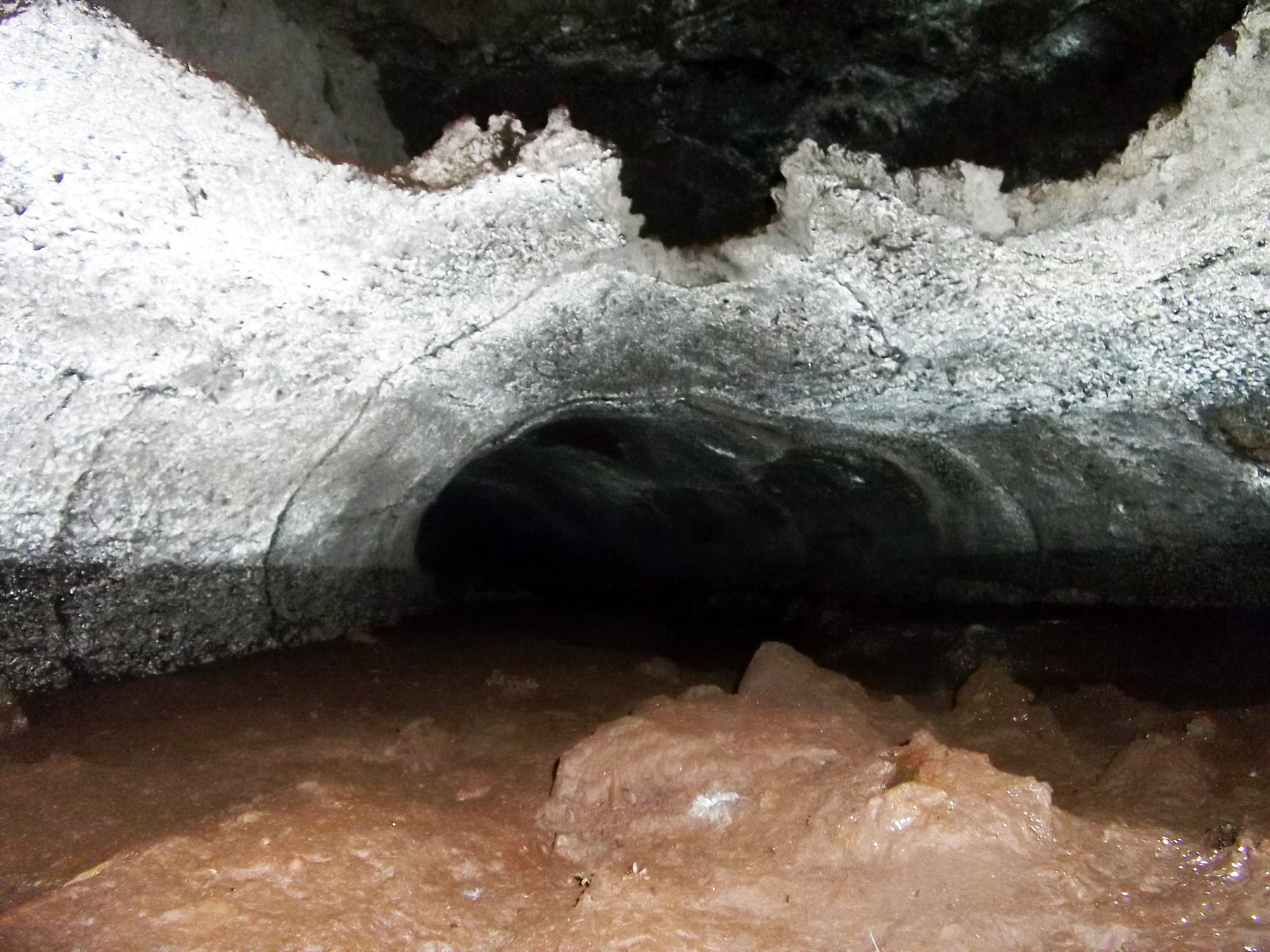
Gruta dos Balcões, formações geológicas.

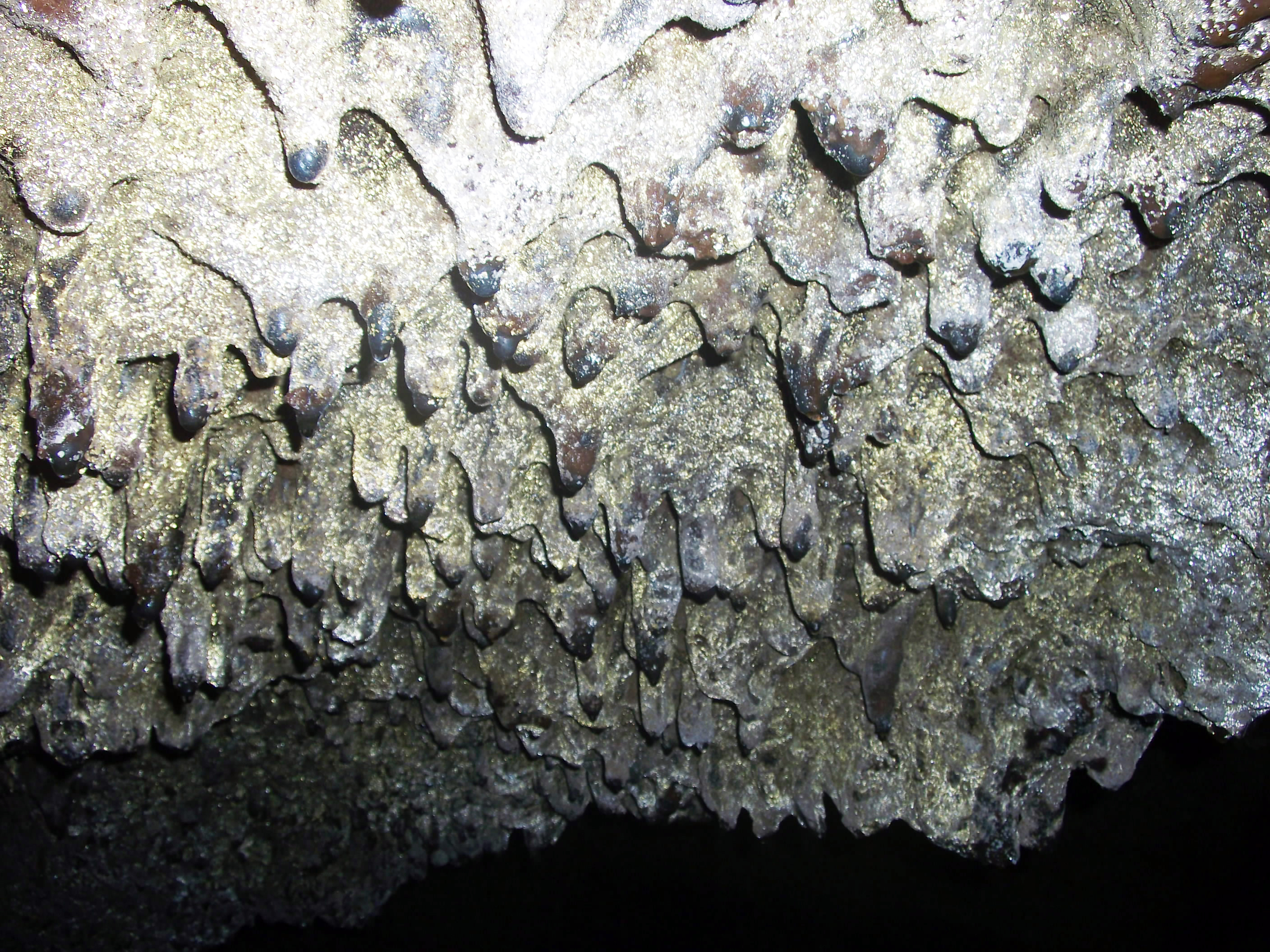
Gruta dos Balcões, formações geológicas.

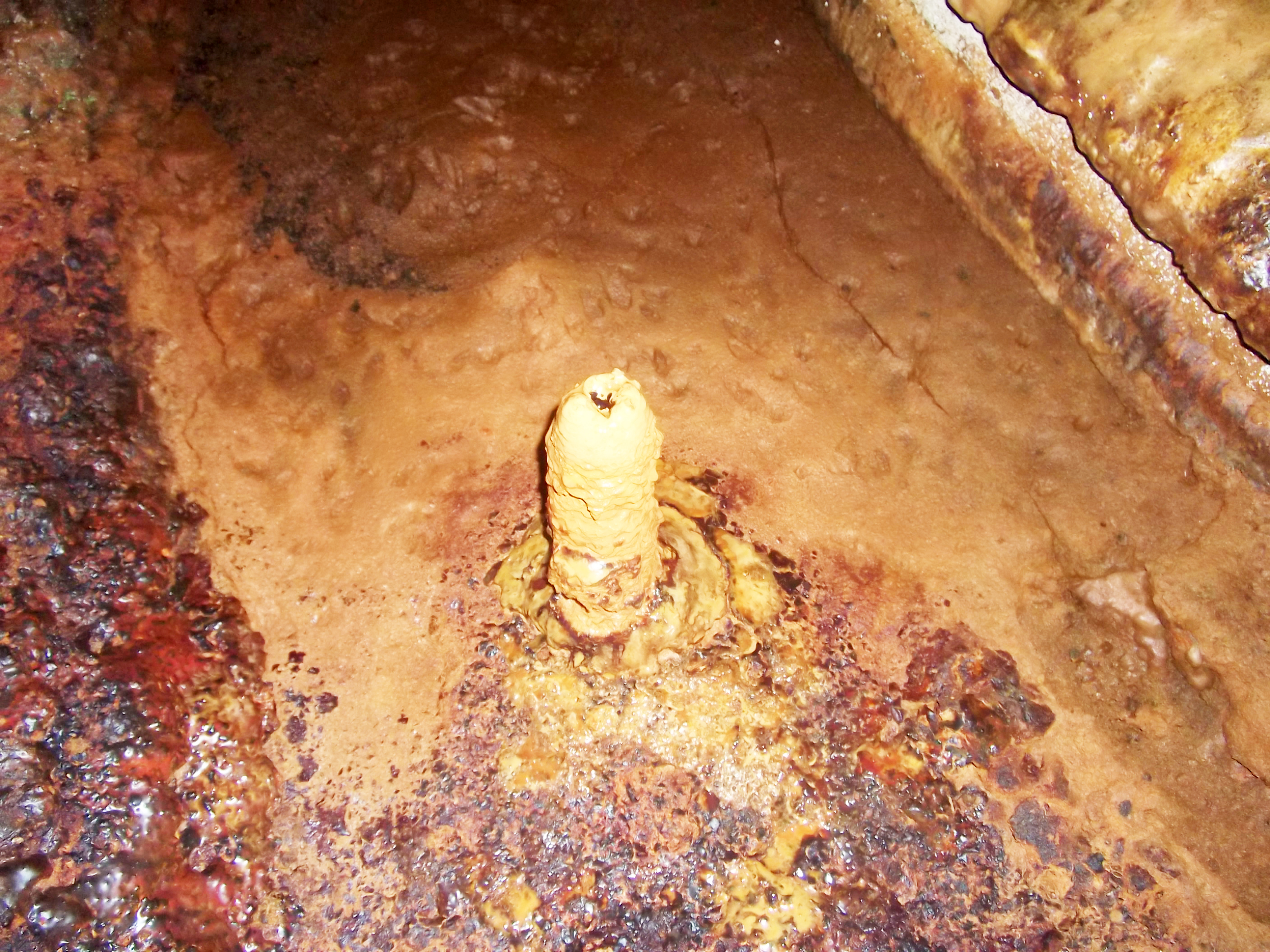
Gruta dos Balcões, formações geológicas, Estalagemite de lama.

A Gruta dos Balcões é uma gruta portuguesa localizada na freguesia dos Biscoitos, concelho da Praia da Vitória, ilha Terceira, no interior da ilha Terceira.
Apresenta-se localizada nas pastagens do Terreiro da Macela e Pau Velho Tem origem vulcânica sendo o resultado de um extenso Tubo de lava e apresenta-se como uma das maiores grutas dos Açores, com mais de 4,6 quilómetros de extensão no total, sendo que se encontra fracturada devido ao abatimento do tecto em diferentes locais.
Um dos maiores tuneis sem interrupção tem a extensão de 27,13 m, por uma largura máxima de 7 m. e por altura também máxima de 6 m..

## Espéciesobserváveis
- Meta marianae (Scopoli) Araneae Tetragnathidae
- Lithobius obscurus azoreae Chilopoda Lithobiidae
- Lithobius pilicornis Chilopoda Lithobiidae
- Oniscus asellus Crustacea Oniscidae
- Trechus terceiranus Coleoptera Carabidae
- Hydroporus guernei Coleoptera Dystiscidae
- Aloconota sulcifrons Coleoptera Staphylinidae
- Disparrhopalites patrizii Collembola Arrhopalitidae
- Pseudosinella ashmoleorum Collembola Entomobryidae
- Lepidocyrtus curvicollis Collembola Entomobryidae
- Hypogastrura denticulata Collembola Hypogastruridae
- Folsomia fimetaria Collembola Isotomidae
- Isotomurus palustris Collembola Isotomidae
- Neelus murinus Collembola Neelidae
- Onychiurus Collembola Onychiuridae
- Tomocerus minor Collembola Tomoceridae
- Spilopsyllus cuniculi Siphonaptera Pulicidae